# Anselmo I di Milano
Anselmo I di Milano (Milano, ... – 11 maggio 818) è stato un arcivescovo italiano.
Fu arcivescovo di Milano dall'813 all'818.

## Biografia
Secondo una tradizione durata almeno fino al XIX secolo, veniva presentato come membro della famiglia aristocratica milanese dei Biglia.
Venne nominato arcivescovo di Milano nel febbraio dell'813 alla morte del proprio predecessore, Odelperto.
Il carolingio Bernardo, nell'autunno dell'817 si schierò contro lo zio Ludovico il Pio, ed a lui si unirono il vescovo di Cremona Walfredo (o Wolodolfo) ed anche l'arcivescovo milanese Anselmo, i quali intendevano contrastare la costante pressione franca sull'amministrazione della curia milanese. Bernardo però ebbe la peggio e, vistosi sconfitto, si consegnò nelle mani dei suoi avversari sperando in un giudizio clemente che però non venne mai.
Bernardo venne condannato a morte nell'818 e un sinodo convocato poco dopo, depose ed esiliò contemporaneamente i vescovi Wolodolfo e Anselmo. L'arcivescovo di Milano morì in esilio l'11 maggio 818 si dice, di dolore dopo essersi visto sconfitto nel tentativo di difendere i valori della sua Chiesa e per questo fu santificato. Fu sepolto nella basilica di Sant'Ambrogio.